# Parti de la renaissance islamique du Tadjikistan
Le Parti de la renaissance islamique du Tadjikistan (PRIT) est un parti politique tadjik lancé en 1990. Le 29 septembre 2015, il est classé comme organisation terroriste,, et interdit par le gouvernement du Tadjikistan.

## Histoire
Lors des élections législatives de 2010, le parti obtient 2 sièges sur 63 et 8 % des voix. Mais ce résultat est contesté par les spécialistes de la politique tadjike car le PRI bénéficie d'un fort soutien et ce faible score est probablement dû au trucage des élections.
Le gouvernement tadjik essaye pendant de nombreuses années de lier le Parti de la renaissance islamique avec l'État islamique, un groupe islamiste terroriste. Le Parti de la renaissance islamique affirme ne pas avoir de liens avec l'ÉI et ne pas avoir recours à la violence. Ces tentatives du gouvernement sont généralement considérées comme « risibles » et sont perçues comme une manœuvre visant à empêcher les pays étrangers d'accueillir des membres du PRI en exil. Toutefois, la plupart des gouvernements occidentaux ne semblent pas convaincus de la véracité de ce lien et des preuves du gouvernement tadjik. Le gouvernement accuse aussi le PRI d'être lié et financé par l'Iran et ses membres de s'être converti au chiisme,,.
Le PRI est interdit en 2015 après avoir été accusé par le gouvernement d'avoir fomenté un coup d'État, en collaboration avec Abduhalim Nazarzoda (en), alors ministre de la Défense. Aucune enquête indépendante n'est menée pour vérifier la réalité de ce coup d'État.
Après l'interdiction du parti, plusieurs de ses membres sont arrêtés (en particulier la plupart des membres du conseil du parti) et condamnés, mais ces condamnations sont obtenues dans des procès très probablement truqués,,. Lors d'un procès dont le verdict est rendu public en juillet 2018, des membres présumés du PRI sont accusés d'avoir planifié des attentats en coordination avec l'État islamique et condamnés à des peines allant de 7 à 26 ans de prison.
Le PRI est considéré comme une organisation terroriste par l'Organisation du traité de sécurité collective depuis 2017.
En mai 2019, Abduusattor Karimov, membre du conseil suprême du PRI, et Said Kiemitdin Gozi, membre fondateur du parti, sont tués dans ce que le gouvernement décrit comme une émeute dans leur prison de Kirpichniy, cependant, aucune enquête n'est réellement menée et les circonstances de leur mort restent douteuses.

## Dirigeants
- Muhammadsharif Himmatzoda (1991-1999)
- Said Abdullo Nuri (1999-2006)
- Muhiddin Kabiri (2006-2015)